# 四叶茜草
四叶茜草（学名：Rubia schugnanica）为茜草科茜草属下的一个种。

## 扩展阅读
- 維基物種上的相關：四叶茜草